# 하랄트 코노프카
하랄트 코노프카(독일어: Harald Konopka, 1952년 11월 18일, 노르트라인-베스트팔렌 주 뒤렌 ~)는 독일의 전직 축구 선수이다.

## 클럽 경력
본래 스트라이커였던 코노프카는 쾰른에 입단하여 1971년에 U-19 대회 우승을 거두었고, 그 해 여름에 프로 선수가 되었다. 1군의 붙박이 주전이었던 그는 거친 견제를 하는 측면 수비수로 맹활약했다. 그는 쾰른 소속으로 DFB-포칼을 3번 우승했고, 준우승도 2번 거두었다. 쾰른 소속으로 분데스리가 무대에서 2차례 준우승을 거두었던 코노프카는 1978년에 헤네스 바이스바일러 감독의 지도 하에 분데스리가와 컵대회를 동시에 석권하는 과업을 달성했다.(2관왕) 은퇴를 앞두고 자신의 분데스리가 마지막 시즌에, 코노프카는 쾰른을 떠나 도르트문트에서 활약했다. 그는 총 352번의 분데스리가 경기에 출전해 21골을 기록했다.

## 국가대표팀 경력
코노프카는 서독 국가대표팀에서도 짧게 활약했는데, 딱 2번 출전했고, 1978년 월드컵에 참가했다. 그는 게르트 체베와 함께 이 대회 직전까지 한 경기도 출전 못한 유이한 선수였는데, 코노프카는 쾰른 동료 헤르베르트 치머만이 0-0으로 비긴 이탈리아와의 안토니오 베스푸시오 리베르티 기념 경기장에서 벌어진 일전에 부상당하면서 교체로 투입되었다. 거의 1년 후, 그는 3-1로 이긴 아이슬란드와의 경기에 90분 가까이 출전하며 마지막 국가대표팀 경기를 치렀다.